# 4 Pułk Artylerii Mieszanej
4 Kołobrzeski pułk artylerii mieszanej im. gen. Wincentego Aksamitowskiego (4 pam) – oddział artylerii Wojska Polskiego.

## Formowanie i zmiany organizacyjne
Pułk został sformowany w 1994 roku z połączenia 4 pułku artylerii, 98 dywizjonu artylerii przeciwpancernej z 8 Dywizji Zmechanizowanej. Wchodził w skład 8 Bałtyckiej Dywizji Obrony Wybrzeża.
Dla podkreślenia więzi 4 pułku artylerii mieszanej ze społeczeństwem Kołobrzegu, na podstawie postanowień rozkazu Ministra Obrony Narodowej Nr 1/MON z 2 stycznia 1991 w sprawie dziedziczenia i kultywowania tradycji oręża polskiego 4 grudnia 1994 pułk przyjął nazwę wyróżniającą „Kołobrzeski” oraz otrzymał imię generała Wincentego Aksamitowskiego.
17 marca 1995 roku Prezydent RP Lech Wałęsa nadał pułkowi sztandar ufundowany przez Komitet Fundatorów Sztandaru.
3 maja 1995 roku na placu przed kołobrzeskim ratuszem miejskim odbyła się uroczystość wręczenia sztandaru.
W związku z rozformowaniem 8 Bałtyckiej Dywizji Obrony Wybrzeża, z końcem 2001 roku pułk został rozwiązany.

## Tradycje
11 listopada 1992 roku 4 pułk artylerii przejął dziedzictwo i tradycje:
- 4 Brygady Artylerii (1789-1793)
- Batalionu Artylerii Legionów Polskich we Włoszech (1799)
- 4 batalionu artylerii pieszej 4 Dywizji Piechoty (1809-1814)
- 4 kompanii lekkiej artylerii pieszej (1815-1831)
- 4 Kujawskiego Pułku Artylerii Lekkiej (1918-1939)
- 4 Kresowego Pułku Artylerii Lekkiej (1942-1947)

## Symbole pułku
Odznaka pułkowa
Odznaka wykonana w kształcie okrągłej tarczy otoczonej srebrnym wieńcem laurowym. Na dole wieńca skrzyżowane lufy armatnie, na które nałożono zielono-czarną szarfę spiętą w kokardę z literami PA i datami, 1918 i 1943. Na błękitnym tle tarczy widnieje cyfra pułkowa 4 i biała sylwetka kołobrzeskiego pomnika zaślubin Polski z morzem.
Odznaka o wymiarach 40x36 mm, swym kształtem nawiązuje do odznaki pamiątkowej 4 Kujawskiego Pułku Artylerii Lekkiej z 1926. Zaprojektował ją mjr Grzegorz Ciechanowski, a wykonano w pracowni grawerskiej Andrzeja Panasiuka w Warszawie. Każda odznaka posiadała swój unikatowy numer wybity na rewersie.
Pierwsze odznaki wręczono 15 sierpnia 1991.

## Struktura organizacyjna
- dowództwo i sztab
- bateria dowodzenia
- bateria rozpoznania dźwiękowego

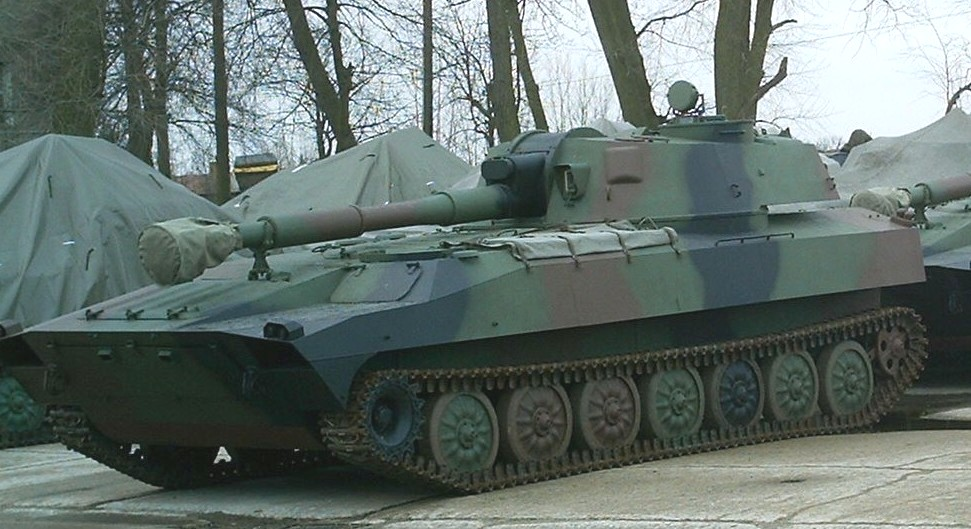
2S1 Goździk

- 1 dywizjon artylerii samobieżnej (haubice 122 mm 2S1 Goździk)
- 2 dywizjon artylerii samobieżnej (haubice 122 mm 2S1 Goździk)
- 3 dywizjon artylerii rakietowej (BM-21)
- trzy dywizjony artylerii przeciwpancernej (skadrowane)
- kompania zaopatrzenia
- kompania remontowa
- kompania medyczna

## Przekształcenia
34 Pułk Artylerii Lekkiej → 34 Pułk Artylerii Haubic → 4 Pułk Artylerii → 4 Pułk Artylerii Mieszanej